# Stavební pouzdro

Dvoukřídlé zásuvné dveře

Stavební pouzdro je systém pro posuvné dveře, které vytváří prostor pro zásun posuvných dveří do stěny. Mohou se využít i při výstavbě oken, přepážek nebo jiných stavebních prvků ve stavebnictví. Stavební pouzdro se skládá z kapsy pro dveře, horní kolejnice a dorazového dílu. Stavební pouzdra pro okna mají obdobnou konstrukci přizpůsobenou pro okenní systém.

## Popis a funkce
Stavební pouzdro je určeno výhradně do interiéru, kde plní funkci náhradní duté stěny, kam se následně zasouvají posuvné (bezfalcové dveře). Díky tomuto systému uspoříte v interiéru v průměru 1 m² prostoru. Celkový dojem interiéru se zabudovaným pouzdrem, osazeným posuvnými dveřmi je elegantní, praktický a díky jednoduchému principu konstrukce bezproblémově funkční po desetiletí.

## Příklady použití
Nejčastěji se stavební pouzdra používají v domácnostech – ložnice, kuchyň nebo koupelna. Největší význam mají právě u malých místností, kde každý ušetřený metr hraje důležitou roli. Můžeme je využít takřka v jakémkoli interiéru např. hotely, kanceláře, penziony, sruby, maloobchodní prodejny, velkoobchodní provozovny, obchodní domy, restaurace, kavárny, bary, veškeré developerské projekty.

## Typy a rozdělení

### Podle typu stavby
Stavební pouzdro můžeme montovat na stěnu. Tento způsob lze využít i pro dodatečnou montáž. Nevýhodou je, že zabírají stěnu, na kterou se zasouvají.
Druhou variantou je montáž stavebního pouzdra do otvoru ve stěně, který byl připraven v době výstavby stěny. Pouzdro se liší podle toho, jestli je zabudováváme od sádrokartonové (úzké pouzdro) nebo zděné příčky (klasické pouzdro). Pouzdro pro zděnou příčku má na sobě omítkářskou síť pro nahození omítky. 

### Podle typu posuvných dveří
Stavební pouzdra se dělí na jednokřídlé a dvoukřídlé:
- Stavební pouzdro pro jednokřídlé dveře.
Je typ stavebního pouzdra pro jednokřídlé posuvné dveře užívaných do malých prostor. Je to nejčastěji používaný typ pouzdra.

- Stavební pouzdro pro dvoukřídlé dveře (zasouvání dveří od sebe do obou stran).
Je typ stavebního pouzdra určený výhradně pro dvoukřídlé posuvné dveře používaných pro k rozdělení velkých prostor nebo mezi kuchyní a obývacím pokojem. Jde o typ dvou protilehlých kapes kam se následně dveře zasouvají.

- Stavební pouzdro pro dvoukřídlé dveře zasouvací za sebe (zasouvání dveří jednostranné).
Je typ stavebního pouzdra s dvojitou kapsou kdy dvě posuvná dveřní křídla jsou teleskopicky zasouvána do stavebního pouzdra.

- Stavební pouzdro pro jednokřídlé dveře sousedních místností.
Je typ dvojitého stavebního pouzdra taktéž s dvojitou kapsou, ale uprostřed. Slouží především k oddělení dvou navzájem sousedících místností zejména koupelny a WC.[5]

## Montáž stavebního pouzdra
Montáž samotného pouzdra v připraveném prostoru trvá zhruba 2 hodiny a zvládne ji průměrný kutil. Pro montáž je potřeba montážní pěna, šroubovák a vodováha. Další čas nám zabere montáž dveří, posuvného systému a přidělání sádrokartonu nebo nahození omítkou. Každé balení stavebního pouzdra obsahuje podrobný montážní návod.